# Jan František Krakowský z Kolowrat

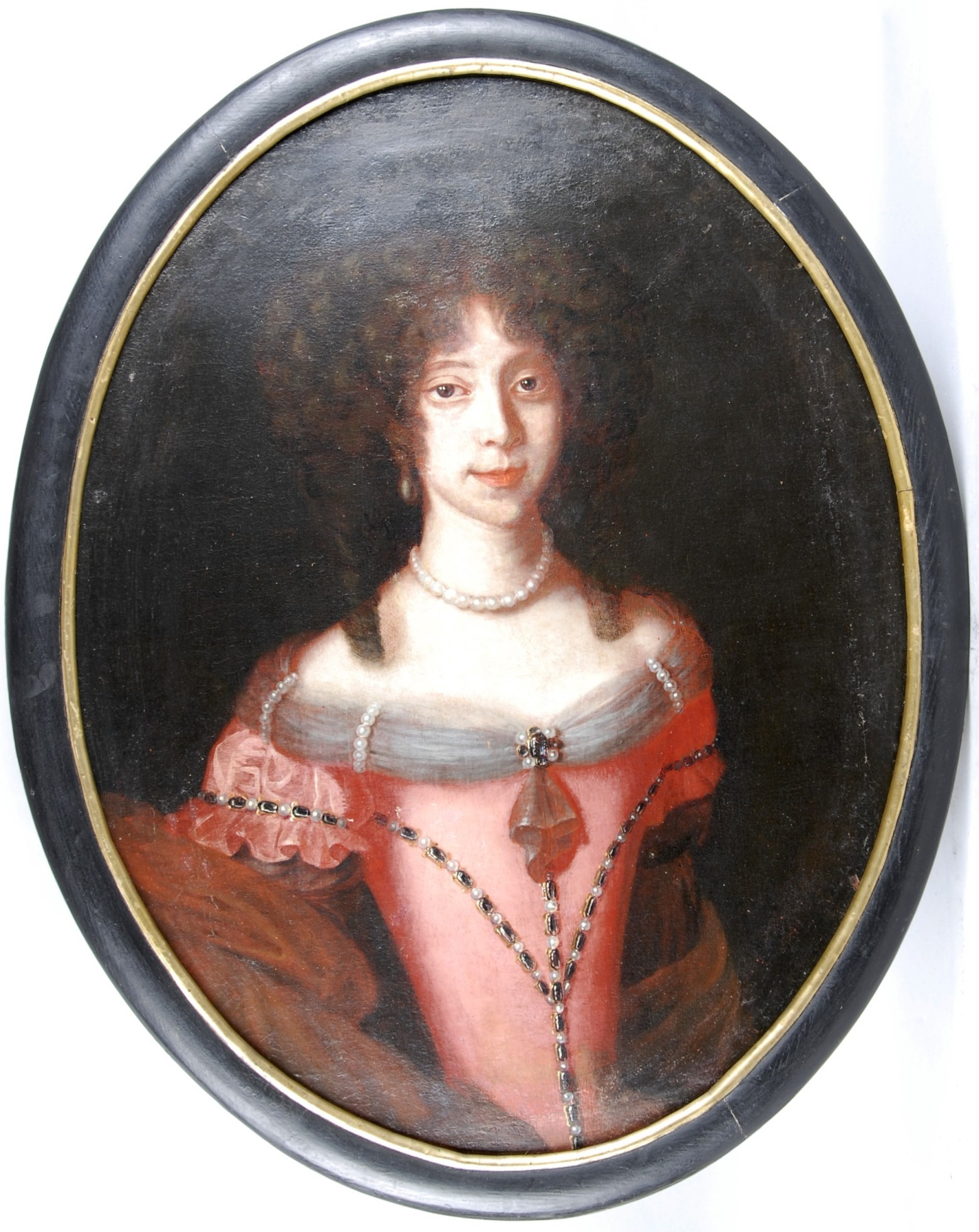
Elenonora Claudie Krakowská z Kolowrat, rozená d'Anquisola

Jan František hrabě Krakowský z Kolowrat (2. červenec 1649 – 20. říjen 1723) byl příslušník krakovské větve šlechtického rodu Kolovratů a 1. uživatel peněžního fideikomisu. Stal se císařským komořím, skutečným tajným radou a přísedícím zemského soudu. Od roku 1693 byl také královským komisařem.

## Původ
Jan František byl jediným synem Viléma Albrechta I. hraběte Krakowského z Kolowrat (1600–1688) a jeho druhé manželky Anny Kateřiny hraběnky z Rozdražova (uváděna 1640–1652). Jeho podoba je dobře známá, neboť se v obrazárně v Rychnově nad Kněžnou zachovala v kolekci portrétů také Janova podobizna od malíře Filipa Kristiana Bentuma.

## Majetek
Po otci zdědil spolu se sestrami Annou Ludmilou a Kateřinou Barborou část Chlumce pod Kyšperkem (Kulm) a Žichovice. Ještě k tomu přikoupil od Jana Václava Ježovského z Lub dne 24. listopadu 1689 za 20 000 zlatých rýnských a 80 zlatých klíčného statky Bílenice, Damíč a Bukovník a všechny je připojil k Žichovicím. Po smrti sestry Anny Ludmily získal Chyši.
Dne 20. května 1691 vymřel Františkem Ignácem rod z Rozdražova a Jan František, který byl jeho nejbližším příbuzným, zdědil panství Blatná. O čtyři roky později tento statek prodal Ernestině (Arnoštce) ovdovělé hraběnce Sérenyiové de Kis Sérenyi, rozené z Löwensteinu.
V roce 1684 koupil od Václava Vojtěcha hraběte ze Šternberka dům (čp. 176–IV) v Loretánské ulici na Hradčanech. O čtyři roky později koupil také sousední dům (čp. 177–IV), dnes nazývaný Hrzánský palác. Oba tyto domy nechal spojit a stavebně upravit tak, že vznikl jeden palác, ve kterém byl zřízen velký sál a domácí kaple. Hrabě se dostal do finančních potíží a palác šel do konkurzu, následně byl prodán a v roce 1712 opět rozdělen mezi věřitele.
Tyto finanční potíže jej donutily k prodeji i dalšího majetku. Žichovice, které byly zvěčněny v rámci unikátní svaté cesty, prodal v roce 1907[zdroj?] Marii Anně Iselinové z Lanou, o dva roky později je i Marie Anna prodala pasovskému biskupovi Janu Filipu hraběti z Lambergu. Taktéž v roce 1907[zdroj?] prodal Chlumec svým věřitelům a později jej získal pouze Norbert Leopold Libštejný z Kolovrat. 

## Rodina
Ve vídeňském Hofburgu se dne 22. července 1675 oženil s Eleonorou Claudií hraběnkou d'Anquisola (1./4. září 1654 – 13. srpna 1696), dvorní dámou císařovny Eleonory, dámou Řádu hvězdového kříže. Z manželství vzešlo jedenáct dětí:
- 1. Leopold Vilém (21. 7. 1676 – 25. 3. 1729), c. k. komoří a apelační rada
- 2. Vilém Albrecht II. (4. 9. 1678 Praha – 21. 4. 1738 Vídeň), c. k. komoří, místokancléř Českého království (1719–1736) a nejvyšší kancléř Českého království (1736–1738)
  - ⚭ (1716) Marie Františka z Valdštejna (1. 10. 1698 – 15. 6. 1782)
- 3. Marie Antonie (8. 5. 1680 – 4. 9. 1757)
  - ⚭ (1710) hrabě František Karel Berchtold z Uherčic (24. 5. 1664 – 19. 8. 1720)
- 4. Marie Ludmila (5. 9. 1681 – 16. 5. 1756), svobodná a bezdětná
- 5. Ferdinand Alois (11. 5. 1682 – 13. 7. 1751), c. k. komoří a tajný rada, svobodný a bezdětný
- 6. Kajetán Norbert (12. 9. 1684–?)
- 7. Filip Nerius (26. 3. 1686 Praha – 28. 3. 1773 Praha), c. k. komoří a tajný rada, správce úřadu nejvyššího mincmistra (1732–1748), nejvyšší zemský sudí Českého království (1747–1748) a nejvyšší purkrabí Českého království (1748–1771)
  - ⚭ (1725) hraběnka Anna Barbora Michnová z Vacínova (2. 9. 1707 – 24. 2. 1772)
- 8. Marie Magdalena (6. 6. 1687–?)
- 9. Ignác František (29. 9. 1688–?)
- 10. Kajetán František (12. 6. 1689 – 9. 2. 1769), polní maršál, svobodný a bezdětný
- 11. Marie Anna Josefa (27. 6. 1691 – 3. 1. 1771)
  - ⚭ (1716) hrabě František Josef Šlik (19. 6. 1656 – 4. 12. 1740), prezident české komory (1692–1718)

Zatímco hraběnka Eleonora Claudie byla pohřbena na Hradčanech v kostele sv. Benedikta, tedy nedaleko jejich pražského paláce, Jan František byl po své smrti 20. října 1723 pochován v Chýších.